# ВЕЦ „Тешел“
ВЕЦ „Тешел“ е водноелектрическа централа в южна България, разположена в землището на Борино, област Смолян. Тя е част от Каскадата „Доспат-Въча“, собственост на Националната електрическа компания.
Централата е деривационна, с две френсисови турбини, произведени от Завод „Никола Вапцаров“ в Плевен, с обща инсталирана мощност 60 MW. Захранва се с води главно от язовир „Доспат“ при нетен пад 315 m и застроено водно количество 26 m³/s. Средното годишно производство на електроенергия за периода 1972 – 2009 година е 101 GWh.
Изграждането на централата започва през август 1964 година по проект на „Енергопроект“ с главен изпълнител на обекта „Хидрострой“. Официалното завършване на строителството на обекта и откриването му е през февруари 1972 година, четири години след завиряването на язовир „Доспат“. Причина за това става тежка авария на главната напорна деривация, при която участък с дължина 1,2 km от подземните тръбопроводи се разрушават при изпразване и се налага да бъдат изградени отново.